# Liste des diffuseurs de la Coupe du monde de football 2006
 (mars 2019).
Cet article présente la liste des diffuseurs de la Coupe du monde de football de 2006. 

## Afrique
| Pays           | Télévision                              | Radio | Internet |
| Afrique du Sud | partagé entre DSTV (SuperSport) et SABC |       |          |
| Kenya          | KTN et KBC                              |       |          |

## Amérique
| Pays               | Télévision | Radio                                                         | Internet                 |
| Argentine          | Torneos y Competencias et DirecTV |                                                               |                          |
| Bolivie            | Unitel Bolivia |                                                               |                          |
| Brésil             | Haute définitionBandSports, SporTV Copa Définition standardTV Globo Télévision par câbleSporTV, SporTV 2, ESPN Brasil | Rádio Globo et Rádio Record                                   | Globo.com                |
| Canada             | AnglaisRogers Sportsnet, TSN, CTV FrançaisRDS Espagnol, Italien ou PortugaisOmni 1 (CFMT-TV 47 Toronto) Cantonais ou MandarinOmni 2 (CJMT-TV 69 Toronto) |                                                               | rogers.com               |
| Chili              | MEGA, TVN, RED Televisión et DirecTV |                                                               |                          |
| Colombie           | DirecTV, RCN TV, et Caracol TV |                                                               |                          |
| Costa Rica         | Repretel |                                                               |                          |
| Cuba               | Tele Rebelde |                                                               |                          |
| Équateur           | La Tri (Teleamazonas, RTS, Ecuavisa) |                                                               |                          |
| États-Unis         | Haute définitionABC HD, ESPN HD, ESPN2 HD Définition standard AnglaisABC, ESPN, ESPN2 EspagnolUnivision, TeleFutura et Galavisión AllemandSetanta Sports North America FrançaisTV5MONDE USA PortugaisRBTI et TV Globo Internacional PerseTapesh TV ArabeART Global America JaponaisTV Japan CoréenKBS America | Anglais, EspagnolXM Satellite Radio EspagnolFútbol de Primera | ESPN360.com (56 matches) |
| Guatemala          | Canal 3 et Canal 7 |                                                               |                          |
| Honduras           | TVC |                                                               |                          |
| Mexique            | Televisa, TV Azteca, SKY Latin America, Mega Cable |                                                               |                          |
| Panama             | RPC (MEDCOM) |                                                               |                          |
| Paraguay           | SNT |                                                               |                          |
| Pérou              | ATV |                                                               |                          |
| Porto Rico         | Univision Puerto Rico, ABC, ESPN, et ESPN2 |                                                               |                          |
| Trinidad-et-Tobago | CCN TV6 |                                                               |                          |
| Venezuela          | Venevisión, RCTV et Meridiano Televisión |                                                               |                          |

## Asie
| Pays            | Télévision                                                                                | Radio           | Internet |
| Arabie saoudite | Al Riyadiah (Saudi TV3) et ART World Cup Channel                                          |                 |          |
| Asie            | ESPN Star Sports,                                                                         |                 |          |
| Bangladesh      | Télé Bangladesh                                                                           |                 |          |
| Chine           | CCTV-5 (中央电视台体育频道)                                                               |                 |          |
| Corée du Nord   | Télévision Centrale Coréenne,                                                             |                 |          |
| Corée du Sud    | KBS, MBC et SBS                                                                           |                 | Daum     |
| Hong Kong       | Cable TV Hong Kong, TVB, ATV                                                              |                 |          |
| Inde            | ESPN Star Sports (tous les matchs), Doordarshan (une sélection de matchs)                 | All India Radio |          |
| Indonésie       | SCTV                                                                                      |                 |          |
| Iran            | IRIB                                                                                      |                 |          |
| Japon           | NHK, Nippon TV (NTV), TBS, Fuji Television, tv asahi, TV Tokyo, SKY PerfecTV! (satellite) |                 |          |
| Malaisie        | Astro, RTM1 et RTM2, NTV7                                                                 |                 |          |
| Pakistan        | PTV                                                                                       |                 |          |
| Philippines     | SportsPlus                                                                                |                 |          |
| Singapour       | StarHub TV Définition standardChannel 5                                                   |                 |          |
| Taïwan          | Era TV                                                                                    |                 |          |
| Thaïlande       | Channel 3, Royal Thai Army TV 5, BBTV Channel 7, ModerNine TV, NBT TV Channel 11, ITV     |                 |          |
| Vietnam         | FPT, VTV et HTV                                                                           |                 |          |

## Europe
| Pays                | Télévision                                                                                    | Radio                                           | Internet  |
| Albanie             | Digit-Alb                                                                                     |                                                 |           |
| Allemagne           | Haute définitionPremiere HD Définition standardARD (Das Erste), ZDF, RTL Television, Premiere |                                                 |           |
| Autriche            | Österreichischer Rundfunk                                                                     |                                                 |           |
| Belgique            | Kanaal 2 et VT4 (Néerlandais) et RTBF (Français)                                              |                                                 |           |
| Bosnie--Herzégovine | PBSBiH                                                                                        |                                                 |           |
| Bulgarie            | Canal 1                                                                                       |                                                 |           |
| Croatie             | HRT                                                                                           |                                                 |           |
| Chypre              | RIK                                                                                           |                                                 |           |
| Danemark            | partagé entre DR1 et TV 2                                                                     |                                                 |           |
| Espagne             | la Sexta, Cuatro, Digital+                                                                    | Cadena SER, Cadena COPE, RNE, Onda Cero         |           |
| Estonie             | ETV                                                                                           |                                                 |           |
| Finlande            | YLE                                                                                           |                                                 |           |
| France              | TF1, M6, Canal+, Eurosport                                                                    |                                                 |           |
| Grèce               | ERT1 et NET                                                                                   |                                                 |           |
| Hongrie             | RTL Klub et Sport Klub                                                                        |                                                 |           |
| Islande             | Sýn                                                                                           |                                                 |           |
| Irlande             | RTÉ                                                                                           |                                                 |           |
| Israël              | Aroutz 2, Israel 10                                                                           |                                                 |           |
| Italie              | Sky Sport, RAI                                                                                | Radio RAI                                       |           |
| Kosovo              | RTK                                                                                           |                                                 |           |
| Lettonie            | LTV7 et Channel One (Baltique)                                                                |                                                 |           |
| Lituanie            | Lietuvos Radijas ir Televizija                                                                |                                                 |           |
| Macédoine           | MKTV                                                                                          |                                                 |           |
| Malte               | Melita Sports                                                                                 |                                                 |           |
| Moldavie            | TRM                                                                                           |                                                 |           |
| Monténégro          | TV In                                                                                         |                                                 |           |
| Norvège             | NRK et TV 2                                                                                   |                                                 |           |
| Pays-Bas            | Nederlandse Omroep Stichting                                                                  |                                                 |           |
| Pologne             | partagé entre Polsat et TVP                                                                   |                                                 |           |
| Portugal            | SIC, SportTV, RTP                                                                             | TSF, RTP (Antena 1)                             |           |
| Tchéquie            | Česká televize                                                                                |                                                 |           |
| Roumanie            | TVR1 et TVR2                                                                                  |                                                 |           |
| Royaume-Uni         | Haute définitionBBC HD et ITV HD Définition standardpartagé entre BBC, ITV, UKTV G2           | BBC Radio 5 Live, TalkSPORT, BBC Radio Scotland | bbc.co.uk |
| Russie              | Perviy Kanal, Channel "Russia" et Channel "Sport"                                             |                                                 |           |
| Serbie              | RTS                                                                                           |                                                 |           |
| Slovaquie           | STV                                                                                           |                                                 |           |
| Slovénie            | partagé entre RTV Slovenija et Kanal A                                                        |                                                 |           |
| Suède               | partagé entre SVT et TV4 Haute définitionHD-kanalen                                           | Sveriges Radio                                  |           |
| Suisse              | AllemandSF2 FrançaisTSR2 ItalienTSI 2                                                         |                                                 |           |
| Turquie             | Kanal 1                                                                                       |                                                 |           |
| Ukraine             | Inter, ICTV                                                                                   |                                                 |           |

## Océanie
| Pays             | Télévision       | Radio | Internet |
| Australie        | SBS              | SBS   |          |
| Nouvelle-Zélande | SKY TV et TV ONE |       |          |

## Autres
| Pays         | Télévision            | Radio             | Internet |
| Monde arabe  | ART World Cup Channel |                   |          |
| Monde entier |                       | BBC World Service |          |